# Chorebus navicularis
Chorebus navicularis är en stekelart som först beskrevs av Christian Gottfried Daniel Nees von Esenbeck 1812.  Chorebus navicularis ingår i släktet Chorebus och familjen bracksteklar. Arten är reproducerande i Sverige. Inga underarter finns listade i Catalogue of Life.